# Jean Gabriel Marie
Jean Gabriel Marie, of Gabriel-Marie (Parijs, 8 januari 1852 - Puigcerdà (Spanje), 29 augustus 1928) was een Frans componist en dirigent.
Hij was dirigent van het orkest dat de opening verzorgde van het L'Eden Théâtre na de renovatie en omgedoopt tot Grand-Theatre. Hij dirigeerde de première van Gabriel Faurés toneelmuziek bij de voorstelling Shylock van Edmond Haraucourt naar een gelijknamig werk van William Shakespeare. Het is dan 17 mei 1890. Gabriel Marie zat toen midden in zijn periode van zijn dirigentschap bij Société nationale (1887-1894). Op 8 april 1893 dirigeerde hij in diezelfde hoedanigheid Claude Debussys La Damoiselle élue.  Hij stond ook regelmatig op de bok tijdens concerten gegeven door het orkest en/of koor van Charles Lamoureux.

## Werklijst
Zijn geschreven muziek is in de romantische stijl. Een aantal werken: 
- Adagio (voor viool en piano)
- Cassandre, Bouffonnerie
- Chanson Capriceuse (diverse samenstellingen, bijvoorbeeld cello of viool en piano; cello en orkest)
- Chant Pastoral (voor hobo en piano of orkest)
- En rêve, Esquisse symphonique (voor orkest of piano)
- Frais minois ("Fresh Face")
- Furtivement, Impression musicale
- Impressions - Six Morceaux pour violon et piano (1894, Schott Frères, Bruxelles)
  - Simplicité
  - Insouciance
  - Quiétude
  - Souvenir
  - Mélancolie
  - Allègresse
- Impromptu-valse voor piano
- Intermezzo (voor diverse samenstellingen bijvoorbeeld cello of viool en piano; cello en orkest; piano solo
- La Soixantaine, Chers souvenirs
- 4 Morceaux pour violoncel et piano
  - Dans le calme du soir, Mélodie
  - Fleur novelle, Romance
  - Radotages
  - Douce Rencontre
- Pasquinade (voor diverse muziekinstrumenten: cello (of viool of altviool, of mandoline, of dwarsfluit, of hobo, of klarinet, of altsaxofoon) en piano; cello en orkest; piano solo; piano vierhandig
- 2 Pieces (voor cello en piano)
  - Lamento (1887) (voor divesre samenstellingen: cello (of viool, of altviool, of dwarsfluit, of klarinet met piano)
  - La Cinquantaine, Air dans le style ancien ("The Golden Wedding", 1887) (voor diverse samenstellingen: cello (of viool, or altviool, of mandoline, of dwarsfluit, of hobo, of klarinet, of altsaxofoon) met piano; cello en kwintet; piano solo; piano vierhandig; orgel; harmonium; orkest; harmonieorkest; stem en piano; twee stemmen en piano
- 3 Pieces voor cello en piano
  - Romance (ook voor viool end piano)
  - Sérénade badine (ook voor viool, altviool, mandoline, dwarsfluit, hobo, of klarinet en piano)
  - Tzigane, Mazurka (ook voor viool en piano, cello en orkest, piano solo en piano vierhandig)
- Près du Gourbi, Fantaisie arabe
- Renouveau (voor piano)
- Rêverie (voor diverse samenstellingen: cello (of viool, of altviool, of mandoline, of dwarsfluit, of hobo, of klarinet, of altsaxofoon met piano; cello en orkest; piano solo; piano vierhandig
- Songe d'enfant (voor orkest of piano solo)
- Sous les firnes ("Under the ash trees", 1884)
- Sur la route, Marche bohême
- Vieille histoire (voor diverse samenstellingen:: cello of viool met piano; cello en orkest; kamerorkest; piano solo; piano vierhandig

Zijn bekendste werk hieruit is La Cinquantaine (De Gouden Bruiloft) voor cello en piano.